# Tendre poulet
Tendre poulet is een Franse film van Philippe de Broca die werd uitgebracht in 1978.
Het scenario van Michel Audiard is gebaseerd op de roman Le commissaire Tanquerelle et le Frelon van Jean-Paul Rouland et Claude Olivier.

## Verhaal
Lise Tanquerelle is een gescheiden vrouw van middelbare leeftijd en moeder van een dochtertje. Ze is politiecommissaris. Op een dag rijdt ze met haar wagen een bromfietser aan. Het duurt een tijdje eer ze doorheeft dat de slechts lichtjes gewonde bromfietser Antoine Lemercier is, een oude studievriend. Lemercier is professor Oudgrieks aan de Sorbonne geworden. Ze wordt (weer) verliefd op hem en de gevoelens blijken wederzijds te zijn. Zo komt Antoine terecht in Lise's woelig leven want Lise voert onderzoek naar een serie moorden op een aantal gedeputeerden. Daarbij ontdekt ze dat die politici allemaal contacten hadden met dezelfde callgirl en allemaal met een priem werden vermoord.

## Rolverdeling
| Acteur           | Personage                                              |
| ---------------- | ------------------------------------------------------ |
| Annie Girardot   | commissaris Lise Tanquerelle                           |
| Philippe Noiret  | Antoine Lemercier, professor Oudgrieks aan de Sorbonne |
| Catherine Alric  | Christine Vallier                                      |
| Hubert Deschamps | Charmille                                              |
| Paulette Dubost  | de moeder van Lise Tanquerelle                         |
| Roger Dumas      | inspecteur Marcel Guérin                               |
| Raymond Gérôme   | directeur van de gerechtelijke politie                 |
| Guy Marchand     | commissaris Beretti                                    |
| Simone Renant    | Suzanne, de tante van Lise Tanquerelle                 |
| Georges Wilson   | dokter Alexandre Mignonac, gedeputeerde van Aurillac   |
| Jacqueline Doyen | de postbediende                                        |
| Monique Tarbès   | de toiletdame                                          |
| Jacques Boudet   | de elegante man                                        |
| Henri Czarniak   | inspecteur Cassard                                     |
| Jacques Frantz   | inspecteur Verdier                                     |
| Maurice Illouz   | inspecteur Picot                                       |
| Gabriel Jabbour  | de wetsdokter                                          |
| David Gabison    | dekaan Lavergne                                        |
| Georges Riquier  | professor Pelletier                                    |
| Anna Gaylor      | de conciërge van Lemercier                             |
| Guy Anthony      | meneer de Grandville, gedeputeerde van de Calvados     |